# خوان کارلوس والنزوئلا
خوان کارلوس والنزوئلا (انگلیسی: Juan Carlos Valenzuela؛ زاده ۱۵ مهٔ ۱۹۸۴) یک بازیکن فوتبال است. 